# Epermenia iniquellus
Epermenia iniquellus is een vlinder uit de familie borstelmotten (Epermeniidae). De wetenschappelijke naam is voor het eerst geldig gepubliceerd in 1867 door Wocke.
De soort komt voor in Europa.